# Quercus lamellosa
Espèce
Synonymes
- Cyclobalanopsis fengii Hu & W.C.Cheng[1]
- Cyclobalanopsis lamellosa (Sm.) Oerst.[1]
- Cyclobalanopsis paucilamellosa (A.DC.) Oerst.[1]
- Dryopsila aprica Raf.[1]
- Perytis lamellosa (Sm.) Raf.[1]
- Quercus imbricata Buch.-Ham. ex D.Don[1]
- Quercus lamellata Roxb.[1]
- Quercus paucilamellosa A.DC.[1]

Quercus lamellosa est une espèce d'arbres du sous-genre Cyclobalanopsis. L'espèce est présente en Inde, en Birmanie, au Bhoutan, au Népal, et en Chine.

## Liste des variétés
Selon Catalogue of Life (12 mars 2019) :
- variété Quercus lamellosa var. lamellosa
- variété Quercus lamellosa var. nigrinervis (Hu) Z.K.Zhou & H.Sun